# Pontus Bjernekull Mörner
Pontus Axel Christer Bjernekull Mörner, född 17 mars 1999 i Oscars församling i Stockholm, är en svensk sångare, influerare, komiker, skådespelare och manusförfattare. Han har sedan år 2019 varit en av gruppmedlemmarna i musikgruppen Lov1.

## Biografi
Bjernekull Mörner slog igenom som youtubare där han med karaktärer som Mehmet och Lov1 snabbt fick ett stort antal följare. Baserat på karaktärerna har han även släppt låtar och ett album som nått stora försäljningsframgångar. Tillsammans med Tom Piha har han givit ut en bok som baseras på karaktärerna. Tillsammans med bland andra Felipe Leiva Wenger skrev han manus till SVT-serien Streams som sändes under två säsonger. Bjernekull Mörner spelade själv en av seriens huvudroller. Han har även i bland annat radio berättat om sin jobbiga skolgång med bland annat mobbing. Hösten 2025 kommer han att medverka i Över Atlanten.

## Medverkan i TV-produktioner
- 2020–2022 – Streams (TV-serie)
- 2025 – Över Atlanten (TV-serie)
- 2025 – Detektiverna (TV-serie)